# Bromus lithobius
Bromus lithobius är en gräsart som beskrevs av Carl Bernhard von Trinius. Bromus lithobius ingår i släktet lostor, och familjen gräs. Inga underarter finns listade i Catalogue of Life.